# Ny Toftegaard Filmen
|  | Denne artikel er oprettet af botten Steenthbot ud fra en ekstern database. Den kan derfor have sproglige fejl eller mangler. Denne skabelon kan fjernes efter kontrol af indholdet. |

Ny Toftegaard Filmen er en dansk dokumentarisk optagelse.

## Handling
Ny Toftegaard er en gård med avl af Frederiksborgheste beliggende i Ølstykke. Her starter en ny uddannelse for landboungdommen i hestens røgt og pleje. Allerede på det første hold er der en kvindelig elev. Eleverne lærer den almene staldtjeneste, mønstring og longering af hingste, ridning, forspænding og kørsel med 10 hingste og hestebedømmelse ved gårdejer Niels Vilhelmsen, Brantegaard. Derudover undervisning i hestens anatomi.